# British National Party
De British National Party (BNP) is een Britse extreemrechtse politieke partij.

## Standpunten
De BNP stelt zich ten doel om "de toekomst te beschermen van de inheemse volkeren van de Britse eilanden".
Hoewel de partij beschuldigingen van racisme afwijst, is het lidmaatschap alleen open voor mensen van "Britse of verwante Europese etnische afkomst". Ook pleit de partij tegen immigratie van niet-blanken en voor "humane repatriëring" van minderheden. De Britse veiligheidsdienst MI5 kwalificeert de partij als fascistisch.

## Geschiedenis
De BNP werd in 1982 opgericht door John Tyndall, die partijleider bleef tot 1999. Tyndall was ook betrokken bij het extreemrechtse National Front en het tijdschrift Spearhead, en werd in 1986 veroordeeld wegens aanzetten tot racisme.
Zijn opvolger was Nick Griffin, die daarvoor fulltime activist voor de partij was.
Griffin leek vooral het neonazistische imago van de partij te willen afschudden.
De Britse journalist Ian Cobain was in 2006 undercover actief bij de BNP. Hij klom op tot kaderlid in Londen  en openbaarde hoe de BNP probeerde om haar ledenlijsten geheim te houden en de buitenwereld te misleiden over het karakter van de partij.

## Aanhang
De BNP is niet vertegenwoordigd in het parlement, maar had wel 53 gemeenteraadsleden. Uit een opiniepeiling in 2006 bleek dat een kwart van de Britse kiezers zou hebben overwogen BNP te stemmen.
Sinds de verkiezingen voor het Europees Parlement van juni 2009 was de partij vertegenwoordigd in het Europees Parlement. De twee Europarlementariërs waren echter niet aangesloten bij een Europese fractie. Bij de verkiezingen van 2014 verloor de BNP beide zetels in het Europees Parlement.

## Verkiezingsuitslagen
| Lagerhuis | Partijleider | Stemmen | Zetels |
| --------- | ------------ | ------- | ------ |
| 2010      | Nick Griffin | 564.331 | 0/650  |
| 2015      | Adam Walker  | 1.667   | 0/650  |
| 2017      | Adam Walker  | 4.580   | 0/650  |
| 2019      | Adam Walker  | 510     | 0/650  |

| Europees Parlement | Stemmen       | Zetels        |
| ------------------ | ------------- | ------------- |
| 1999               | 102.647       | 0/87          |
| 2004               | 808.200       | 0/78          |
| 2009               | 943.598       | 2/72          |
| 2014               | 179.694       | 0/73          |
| 2019               | Geen deelname | Geen deelname |